# 潘羅斯 (伊利諾伊州)
彭羅斯（英語：Penrose）是位於美國伊利諾伊州懷特塞德縣的一個非建制地區。該地的面積和人口皆未知。

## 地理
彭羅斯的座標為41°53′15″N 89°49′04″W / 41.88750°N 89.81778°W，而該地的平均海拔高度為220米（即722英尺）。